# Secta de Clapham

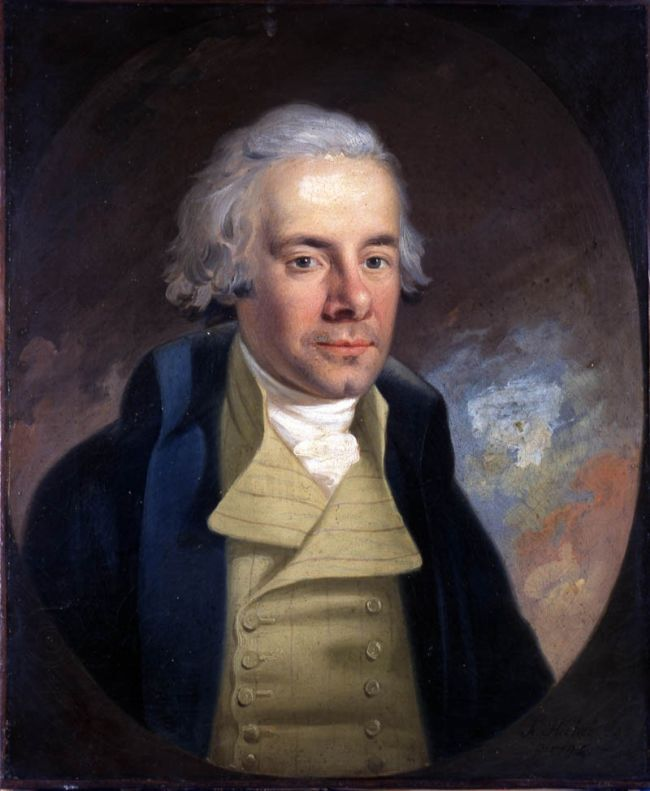
William Wilberforce, el líder de la campaña británica para la abolición del comercio de esclavos.

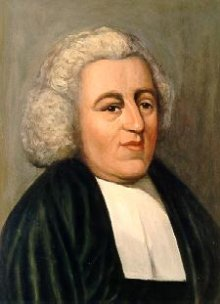
El fundador John Newton, que antes de ser abolicionista fue él mismo negrero.

La secta de Clapham es el nombre que se dio a un grupo destacado de activistas cristianos evangélicos ingleses desde 1790 a 1830 en el seno de la Iglesia anglicana que promovió la abolición de la esclavitud en el Imperio Británico y fomentó la obra misionera.

## Constitución
La denominación proviene de sus enemigos, quienes además les llamaban despectivamente los "Santos". Fue creada por el antiguo negrero John Newton (1725-1807) y el centro del grupo se ubicaba en la iglesia de John Venn, rector de Clapham, al sur de Londres, y entre sus miembros estaban William Wilberforce, Henry Thornton, James Stephen, Zachary Macaulay, Granville Sharp, Thomas Clarkson y otros. Pero además de Clapham, existía un grupo importante en Cambridge bajo el liderazgo de Isaac Milner y Charles Simeon, y cerca de Bristol vivía la más prolífica escritora entre ellos, Hannah More, que atrajo a su causa a su amigo el doctor Samuel Johnson. Muchos de estos abolicionistas eran miembros del Parlamento, donde trabajaron además en reformar las prisiones, prohibir el trabajo infantil, prevenir el maltrato y suspender las leyes sobre los juegos de azar y la lotería. Apoyaron varias sociedades misioneras y bíblicas, financiaron las escuelas de Hannah More y publicaron su propio periódico, The Christian Observer.
El grupo estaba formado en su mayoría por acaudalados anglicanos políticamente conservadores que apelaban a la conciencia de las clases pudientes de la misma manera que los metodistas lo hacían a la de los pobres. Su movimiento fue en gran medida responsable de la abolición del tráfico de esclavos y la esclavitud en Inglaterra.

## Actividades
En 1772, Granville Sharp obtuvo una sentencia de un tribunal británico que proclamaba la liberación de todos los esclavos en el territorio de Inglaterra. Sharp, Wilberforce y Thomas Clarkson se unieron a los Cuáqueros para fundar en 1787 la Sociedad para la Abolición de la Trata de Esclavos (Society of the abolition of slave trade), así como la Sociedad para la Conversión de los Judíos al Cristianismo, la Sociedad Bíblica y la Sociedad Misionera de la Iglesia Anglicana (Church Missionary Society).
Thomas Clarkson incitó al abate Henri Grégoire a fundar la Société des amis des Noirs (Sociedad de Amigos de los Negros) que, en colaboración con la Sociedad de Moral Cristiana, militó en la abolición de la esclavitud en Francia.
Wilberforce obtuvo que el Parlamento de Gran Bretaña del que era miembro votara la abolición de la esclavitud en Inglaterra, pero no la esclavitud en sí misma, en el Acta del Comercio de Esclavos (1807) y la abolición de la esclavitud en todo el Imperio Británico por medio de la Slavery Abolition Act de 1833, poco antes de su muerte.

## Membresía
- Thomas Fowell Buxton (1786–1845), diputado y cervecero
- William Dealtry (1775–1847), rector de Clapham, matemático
- Edward James Eliot (1758–97), parlamentario
- Thomas Gisborne (1758–1846), clérigo y autor
- Charles Grant (1746–1823), administrador, presidente de los directores de la British East India Company, padre del primer Lord Glenelg
- Katherine Hankey (1834–1911), evangelista
- Zachary Macaulay (1768–1838), administrador de fincas, gobernador colonial, padre del barón Thomas Babington Macaulay
- Hannah More (1745–1833), escritora y filántropa
- Granville Sharp (1735–1813), académico y administrador
- Charles Simeon (1759–1836), clérigo anglicano, promotor de misiones
- James Stephen (1758–1832), maestro de la Cancillería, bisabuelo de Virginia Woolf.
- John Shore, lord primer barón de Teignmouth (1751–1834), gobernador general de India
- Henry Thornton (1760–1815), economista, banquero, filántropo, diputado parlamentario por Southwark, bisabuelo del escritor E. M. Forster
- Henry Venn (1725–97), fundador del grupo, padre de John Venn (1759–1813) y bisabuelo del matemático John Venn (creador del diagrama de Venn)
- John Venn (1759-1813), rector del Holy Trinity Church, Clapham
- William Wilberforce (1759–1833), diputado sucesivamente de Kingston upon Hull, Yorkshire y Bramber, líder abolicionista
- William Smith (1756-1835), diputado.[3]

## En el cine
El filme Amazing Grace (2006) narra la cruzada del grupo de Clapham contra la esclavitud.